# Labarrus scintillius
Labarrus scintillius är en skalbaggsart som beskrevs av Nikritin och Kabakov 1979. Labarrus scintillius ingår i släktet Labarrus och familjen Aphodiidae. Inga underarter finns listade i Catalogue of Life.